# Улица Янки Купалы (Киев)
Улица Янки Купалы (укр. Вулиця Янки Купали) — улица в Соломенском районе города Киева, местность Чоколовка. Пролегает от улицы Левка (Льва) Мациевича до улицы Авиаконструктора Антонова.

## История
Улица возникла в 1920-е годы под названием Нежинская. С 1931 года имела название улица Лукашевича, название подтверждено в 1944 году (впоследствии именем М. Лукашевича была названа нынешняя улица Ивана Огиенко). Современное название в честь белорусского поэта и драматурга Янки Купалы — с 1952 года.
По состоянию на 2011 год к улице не приписано ни одного дома. Старую одноэтажную застройку снесли в начале 1980-х годов.